# Al Yaqoub Tower
Al Yaqoub Tower je 328 metrů vysoký mrakodrap u Dubajské Sheikh Zayed Road. Stavba byla dokončena v roce 2010 a byla otevřena v roce 2013, má 69 podlaží. Je v soukromém vlastnictví firmy Daro Saifuddin Yaquob a funguje jako hotel s 224 pokoji.
Stavba je inspirována hodinovou věží v Londýně nazývanou Big Ben (oficiálně Elizabeth Tower), avšak na její fasádě se žádné hodiny nenacházejí.